# Charleroi

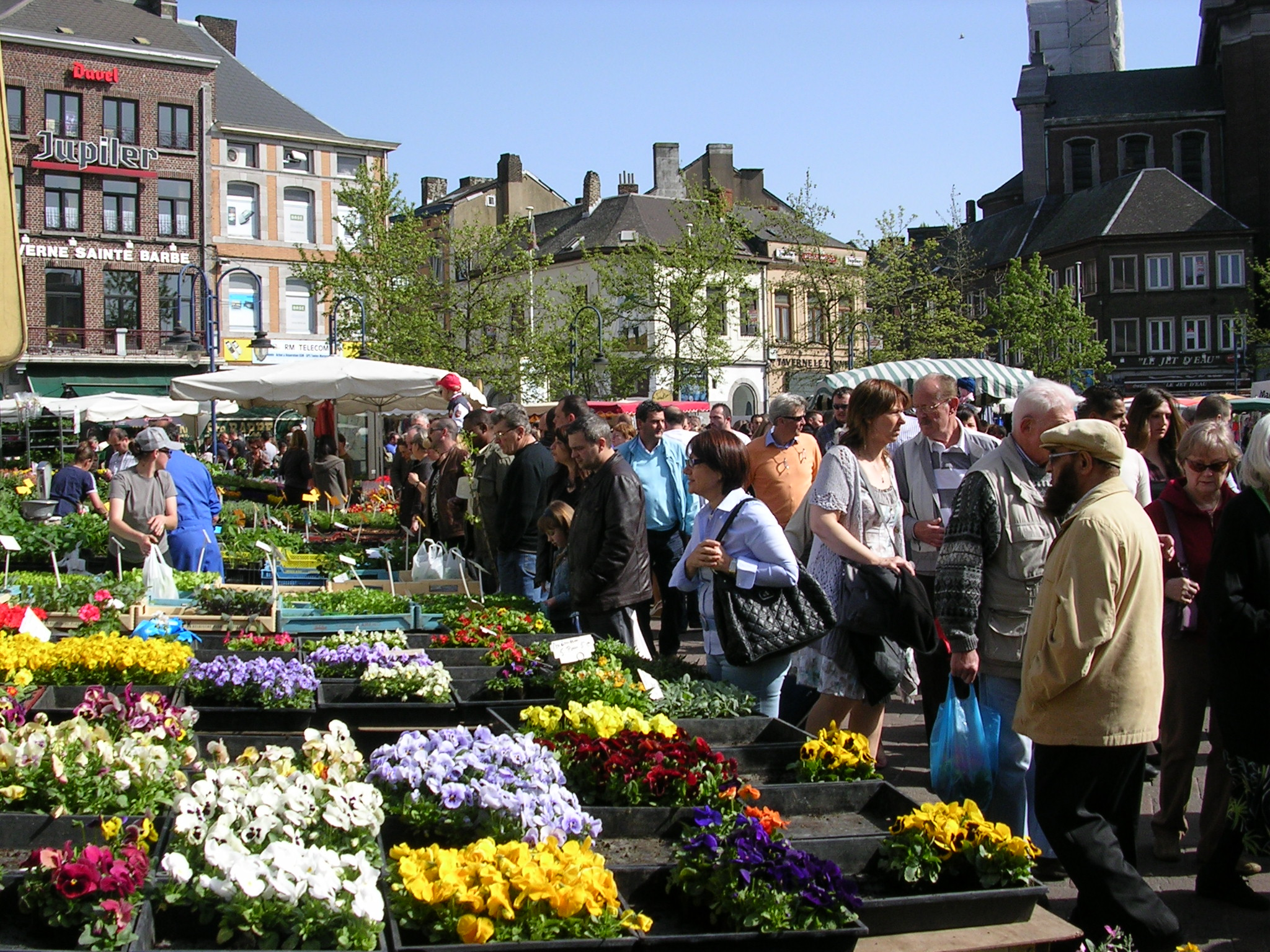
Vauban plein op zondagochtend (marktdag)

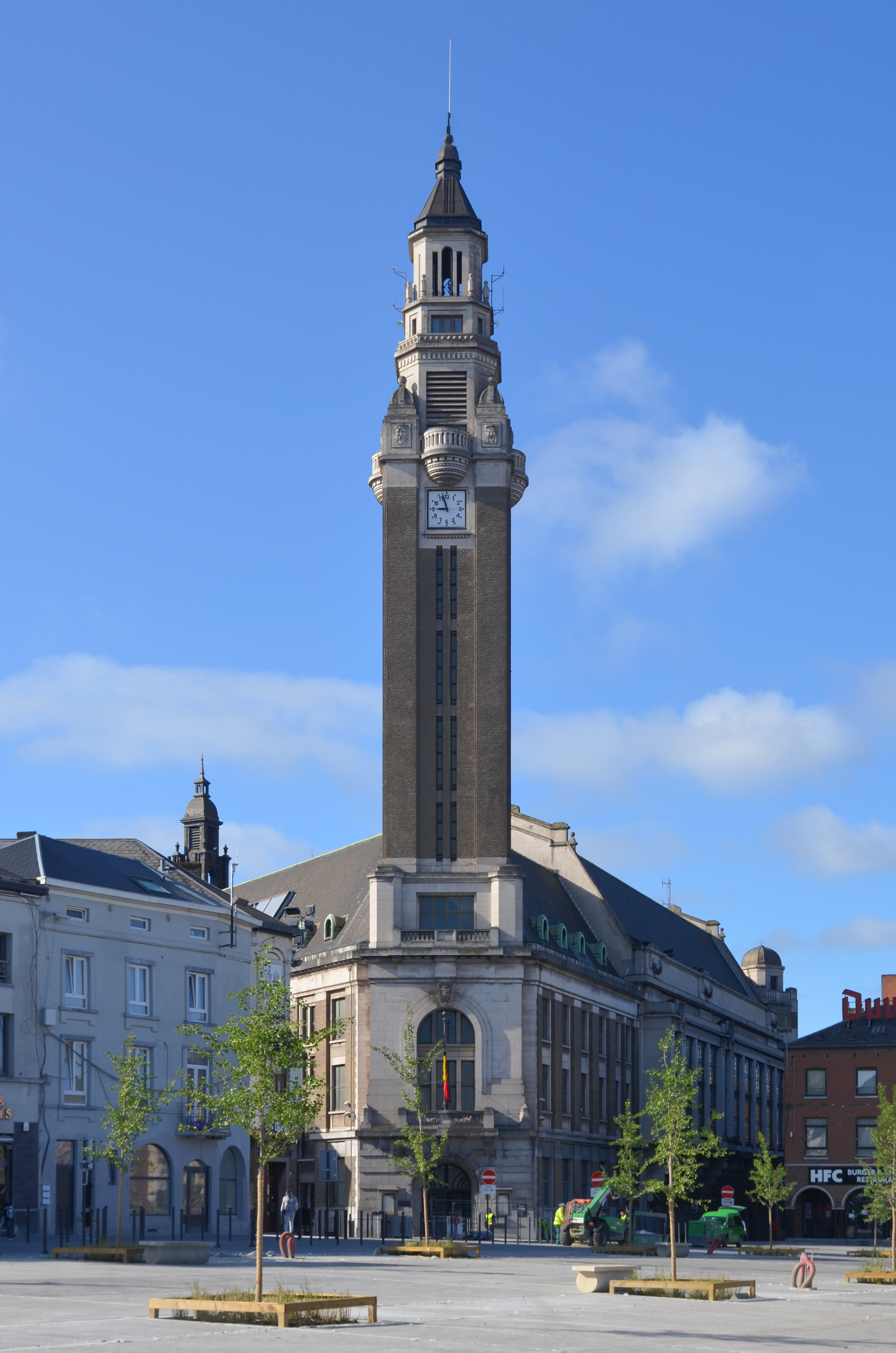
Belfort (UNESCO-werelderfgoed)

Charleroi (Waals: Tchålerwè of Châlerwè) is een industriestad in de Belgische provincie Henegouwen. Charleroi telt ongeveer 200.000 inwoners op een oppervlakte van 102 km², en is daarmee naar inwonertal de op twee na grootste gemeente in België (na Antwerpen en Gent) en de grootste gemeente in Wallonië. In het hele stedelijke gebied van Charleroi, inclusief omliggende gemeenten, wonen bijna 500.000 mensen. Charleroi ligt aan de rivier de Samber. Taalkundig ligt de stad in tegenstelling tot het Picardische westen van Henegouwen in het Waals taalgebied in het oosten van deze provincie.

## Naam
Charleroi heette oorspronkelijk Charnoy. De Spanjaarden maakten van dit dorpje een belangrijke vesting en hernoemden die in 1666 tot Charleroi, naar koning Karel II. Hiermee werd de plaatsnaam een eponiem. Dit komt tot uitdrukking in de Latijnse term Caroloregium  en het Franse bijvoeglijk naamwoord dat bij de stad hoort, carolorégien. Dit is ook de naam die aan de inwoners van de stad wordt gegeven, soms afgekort tot Carolos. Vlamingen gebruiken voor de Carolorégiens soms de benaming  Karolingers, zonder dat dit iets met de gelijknamige dynastie te maken heeft.
Doordat Charleroi lang een onaanzienlijke plaats was en niet onmiddellijk aan de taalgrens ligt, heeft het geen historische Nederlandse naam ontwikkeld. De Nederlandse benaming Karelskoning is een neologisme. Om die reden is Charleroi ook als zodanig vanaf Nederlandstalig gebied bewegwijzerd, in tegenstelling tot Mons dat als Bergen op de wegwijzers staat vermeld.

## Geschiedenis

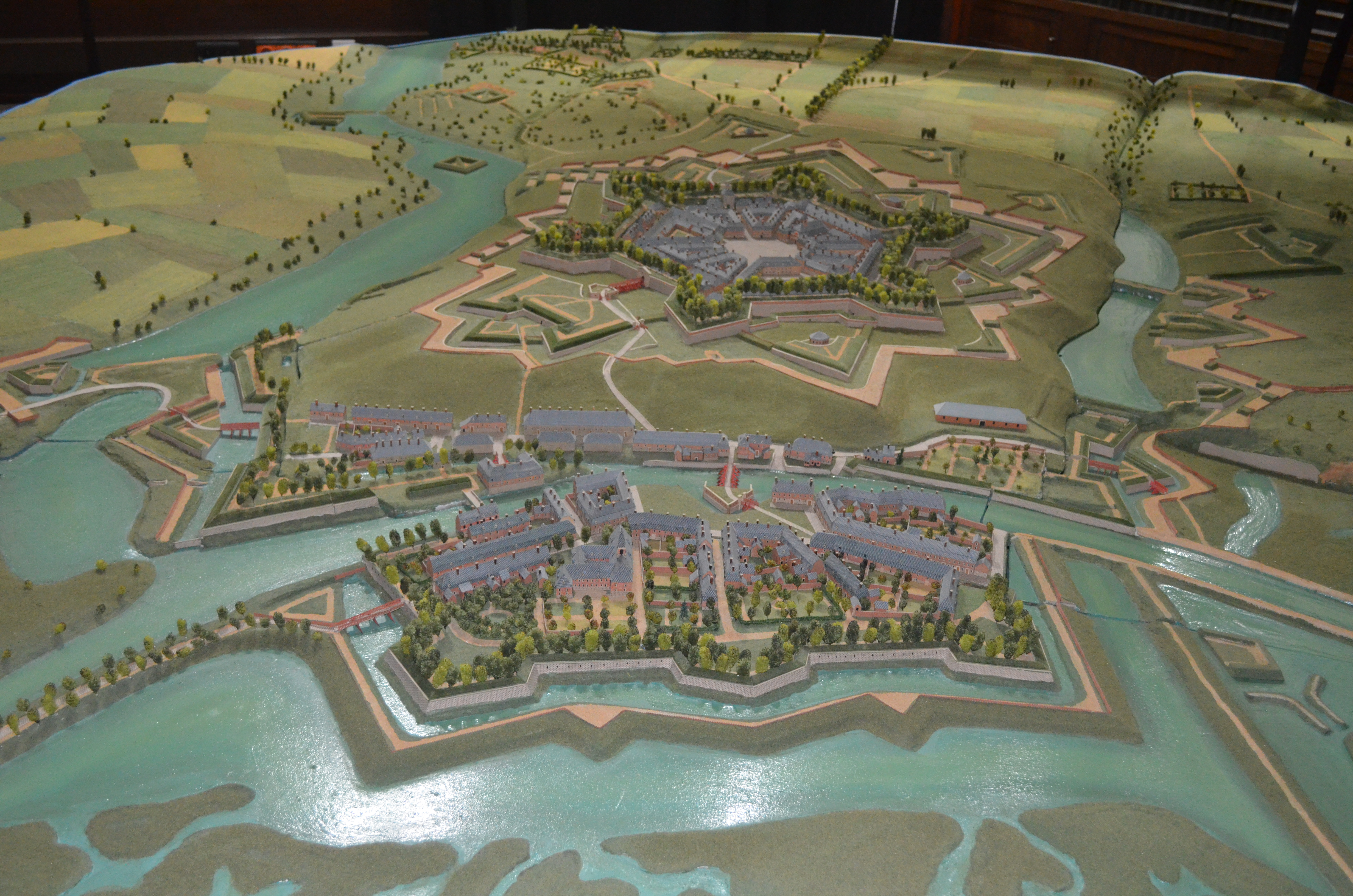
Model van Charleroi in 1696. Foto genomen vanuit het zuiden.

In de Romeinse tijd was het gebied van de gemeente reeds bewoond getuige de Tumulus van Marcinelle. Charleroi bestaat slechts vanaf 1666. Tevoren bestond er een klein dorpje Charnoy. Het gebied van Charleroi was gedurende de hele Middeleeuwen en Nieuwe Tijd (en na de stichting van Charleroi) deel van het graafschap Namen. De streek van Charnoy/Charleroi was voor het graafschap Namen hun hoogst gelegen gebied op de rivier de Samber. Verder stroomopwaarts op de Samber (Thuin) en aan de rechteroever van de Samber heerste de prins-bisschop van Luik.
Charleroi was in de late 17e eeuw en eerste helft van de 18e eeuw een van de vestingsteden die deel uitmaakten van de Nederlandse vestingsbarrière in de Zuidelijke Nederlanden. Na de Vrede van de Pyreneeën (1659) schoof de grens tussen het koninkrijk Frankrijk en de Spaanse Nederlanden immers gevoelig naar het noorden op. Een aantal vestingsteden zoals Kamerijk en Avesnes behoorden voortaan tot Frankrijk. De Spaanse gouverneur van de Zuidelijke Nederlanden, Francisco de Castel Rodrigo, vond het raadzaam een nieuwe vestingstad te bouwen om Brussel te verdedigen. Zijn keuze viel op het dorpje Charnoy, goed gelegen aan de linkeroever van de Samber. De nieuwe stad kreeg de naam van de Spaanse koning Karel II. Het centrale plein van Charleroi voor het stadhuis met het belfort alsook de Sint-Christoffelkerk is genoemd naar Karel II. Nederlandse troepen verbleven er vervolgens in het kader van Barrièreverdragen.
Tijdens het Frans bestuur in de Nederlanden werd Charleroi een deel van het nieuwe Franse departement Jemappes, wat later de provincie Henegouwen werd. Dit was het werk van burgemeester Quevreux.
Ten tijde van het Verenigd Koninkrijk der Nederlanden werd Charleroi een bouwwerf (1816-1821). De oude vesting, nog gebouwd door Spanjaarden en nadien door Fransen, werd aanzienlijk vergroot. Charleroi werd een belangrijke vestingstad om een Franse invasie tegen te houden. Oortmijn tekende de plannen van deze omvangrijke fortificaties. Generaal Krayenhoff was verantwoordelijk voor de bouwwerken en legde de eerste steen. In 1818 raakte Krayenhoff in opspraak in verband met problemen bij de bouw van de vestingwerken.
Na de onafhankelijkheid van België kende de streek van Charleroi een geweldige industriële ontwikkeling, vooral door de exploitatie van steenkoolmijnen. De aanwezigheid van steenkool zorgde voor het ontstaan van een grote staalindustrie en van glasfabrieken. Op het einde van de 19de eeuw kwamen er ook een elektrotechnische bedrijven als ACEC, dat een wereldproducent van elektrische trams werd. Na de Eerste Wereldoorlog volgde een vliegtuigindustrie (SABCA en Fairey, het huidige SONACA).
Deze expansie zorgde voor een massale toename van de bevolking, vooral in de gemeenten rond Charleroi, waar de arbeiders zich vestigden. In de stad zelf werden in de jaren 1867-1871 de vestingmuren gesloopt, waardoor meer bouwgrond vrijkwam. Het centrum van Charleroi kreeg een erg burgerlijk karakter.
Veel arbeiders die zich in Charleroi vestigden kwamen uit Vlaanderen. Begin 20ste eeuw woonden er tienduizenden Vlamingen in de streek. Nog steeds heeft een groot deel van de bevolking Vlaamse familienamen. Na de Tweede Wereldoorlog volgde een immigratie van Italianen, vooral om in de steenkoolmijnen te werken.
In de deelgemeente Marcinelle vond in 1956 de grootste mijnramp uit de Belgische geschiedenis plaats in de mijn Bois du Cazier. 262 mijnwerkers kwamen om, voornamelijk Italianen (na W.O.II massaal als gastarbeiders ingehuurd) en Vlamingen.
In de jaren 1960 werden de meeste mijnen gesloten en in de decennia daarop volgde ook een drastische inkrimping van de staal- en glasindustrie, wat tot zware sociale problemen leidde.

## Kernen
De huidige gemeente ontstond tijdens de gemeentelijke herindeling van 1977 uit de fusie van Charleroi met 14 omliggende gemeenten. Hoewel meerdere deelgemeenten zoals Jumet een stuk meer inwoners telden in 1977, werd Charleroi bij de fusie toch de nieuwe hoofdgemeente.

### Kaart

### Deelgemeenten
| #  | Naam                  | Opp. (km²) | Inwoners (2020) | Inwoners per km² | NIS-code |
| -- | --------------------- | ---------- | --------------- | ---------------- | -------- |
| 1  | Charleroi             | 3,69       | 19.219          | 5.203            | 52011A   |
| 2  | Dampremy              | 2,75       | 6.762           | 2.457            | 52011B   |
| 3  | Lodelinsart           | 2,95       | 8.483           | 2.877            | 52011C   |
| 4  | Gilly                 | 7,39       | 19.948          | 2.698            | 52011D   |
| 5  | Montignies-sur-Sambre | 6,04       | 18.880          | 3.128            | 52011E   |
| 6  | Couillet              | 5,00       | 11.505          | 2.303            | 52011F   |
| 7  | Marcinelle            | 13,22      | 23.806          | 1.801            | 52011G   |
| 8  | Mont-sur-Marchienne   | 9,27       | 12.787          | 1.379            | 52011H   |
| 9  | Marchienne-au-Pont    | 6,74       | 15.070          | 2.237            | 52011J   |
| 10 | Monceau-sur-Sambre    | 7,09       | 9.855           | 1.390            | 52011K   |
| 11 | Goutroux              | 2,70       | 2.986           | 1.105            | 52011L   |
| 12 | Roux                  | 5,51       | 8.951           | 1.625            | 52011M   |
| 13 | Jumet                 | 12,65      | 24.625          | 1.947            | 52011N   |
| 14 | Gosselies             | 12,11      | 10.928          | 903              | 52011P   |
| 15 | Ransart               | 5,69       | 8.832           | 1.553            | 52011R   |

### Aangrenzende gemeenten
- Les Bons Villers (a)
- Fleurus (b)
- Châtelet (c)
- Gerpinnes (d)
- Ham-sur-Heure-Nalinnes (e)
- Montigny-le-Tilleul (f)
- Fontaine-l'Évêque (g)
- Courcelles (h)
- Pont-à-Celles (i)

## Bezienswaardigheden
- Het Place Vauban is het zeshoekige centrale plein van de stad.
- De stad telt tal van bouwwerken in art nouveau- en in art deco-stijl, welke debloeiperioden van de stad weerspiegelen.
- Het Stadhuis van Charleroi is een gebouw van 1935 in art deco-stijl. Het omvat een belfort van 70 meter hoogte.
- De Sint-Christoffelkerk (Église Saint-Christophe) van 1667, gebouwd in barokstijl, was oorspronkelijk een garnizoenskapel.
- De Sint-Antonius van Paduakerk (Église Saint-Antoine-de-Padoue) is een neoclassicistisch kerkgebouw van 1828-1830.
- De Protestantse kerk (Temple protestant) is een kerkgebouw van 1880 in eclectische stijl.

## Natuur en landschap
Charleroi is het centrum van een uitgestrekte agglomeratie met veel industriegebieden waarvan de bedrijven deels weer gesloten zijn (steenkoolmijnbouw, glasfabrieken, metallurgie). De Sambre ligt in het zuiden van de stad. De hoogte aan de kerk bedraagt 138 meter.

## Economie

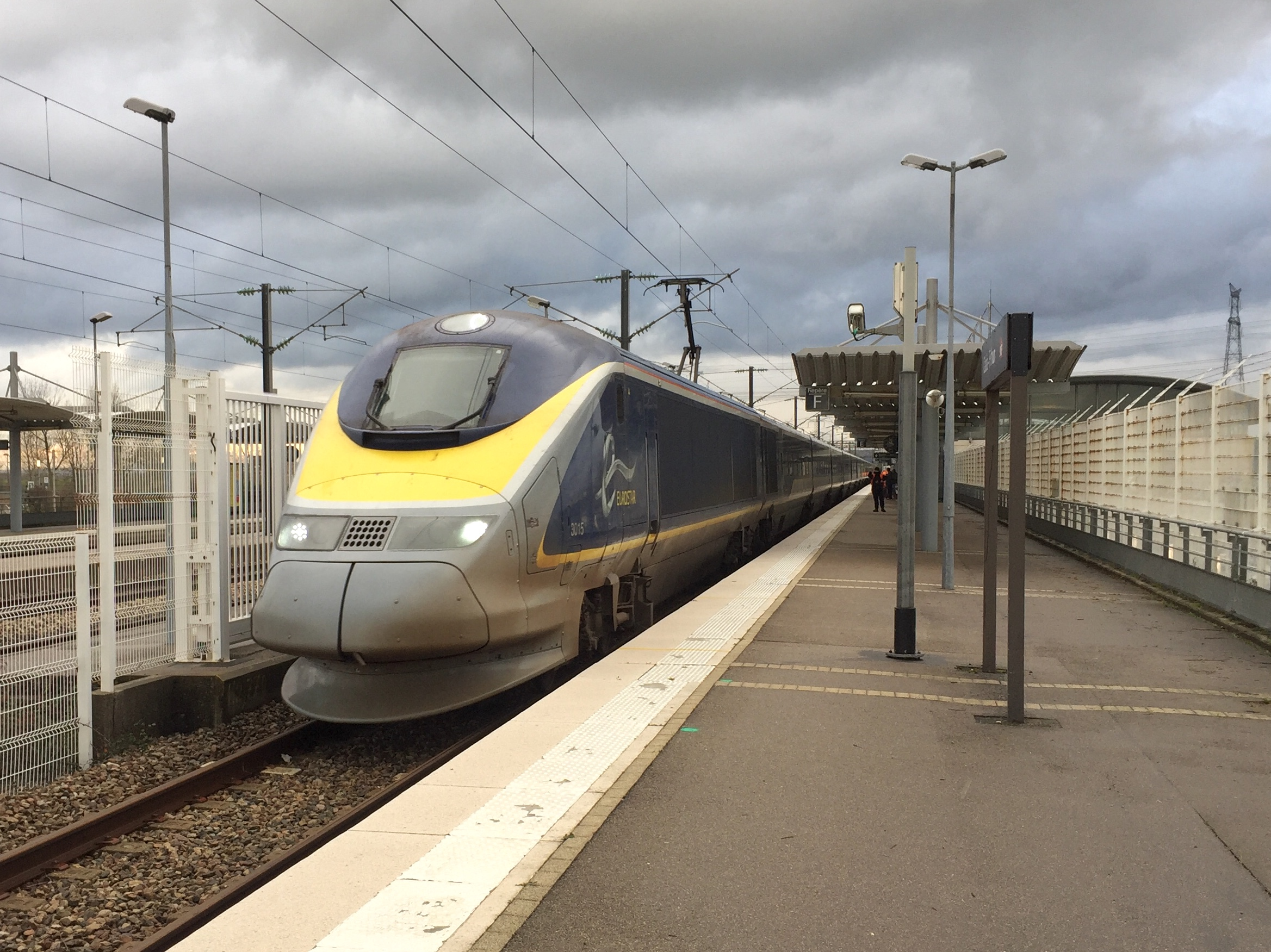
Eurostar TMST gemaakt door Alstom in Charleroi.

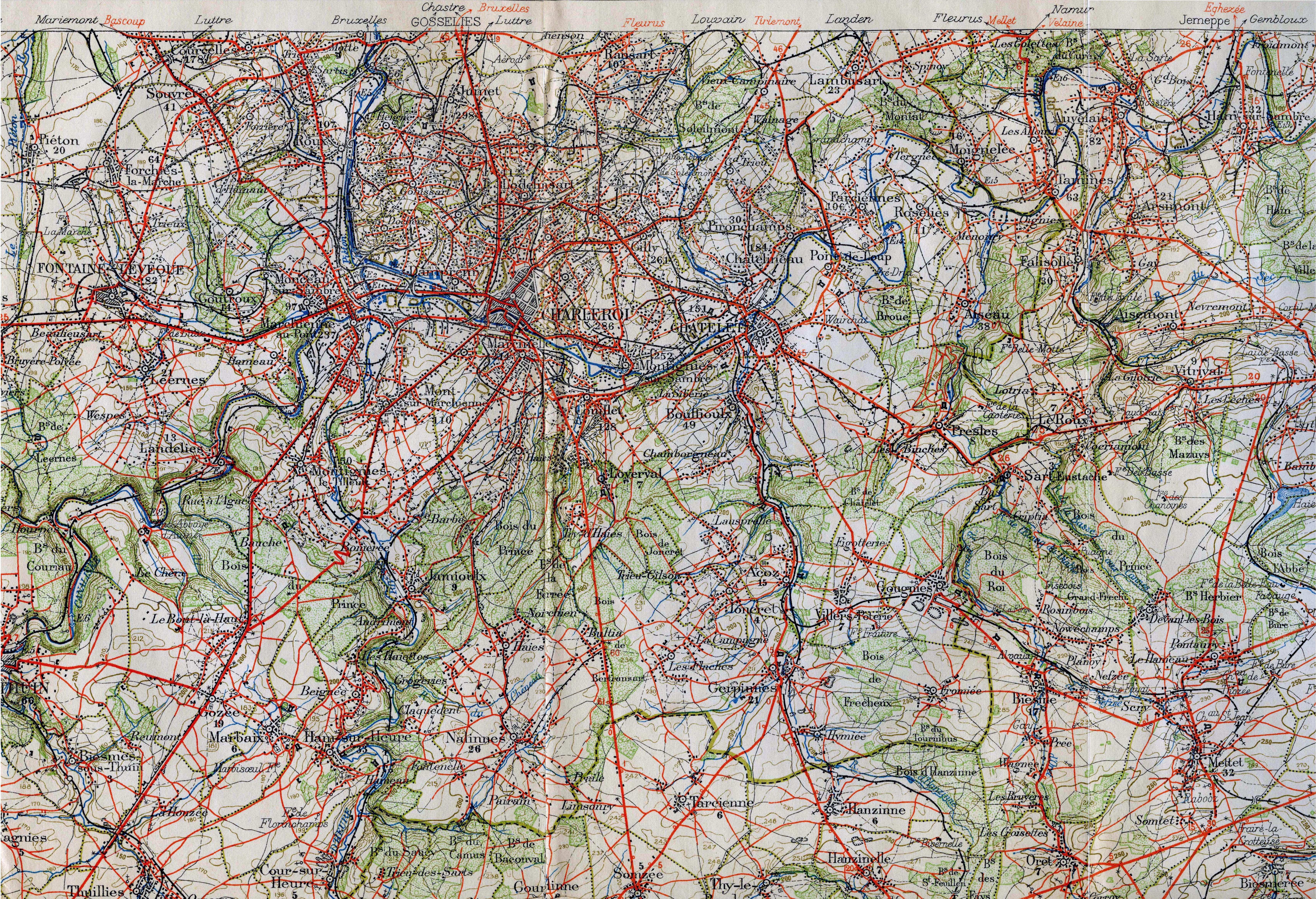
Een stafkaart van 1933, waar de talrijke spoorlijnen en buurtspoorlijnen te zien zijn.

Charleroi was eens een belangrijk industrieel centrum (koolmijnen en staalindustrie). Terrils zijn nog zichtbaar waardoor Charleroi en de regio nog steeds bekendstaat als « Le Pays Noir ». Sinds kort zijn een aantal oude mijngebouwen ingericht als museum en herdenkingssite (Bois du Cazier). De staalindustrie is nog steeds heel aanwezig met Industeel, filiaal van Arcelor, een wereldleider in speciale en roestvaste staalsoorten, de staalfabriek van Thy-Marcinelle (Riva groep) die staaldraad produceert. AGC Automotive, filiaal van Asahi Glass, is actief in de sector van autoruiten. ACEC (elektromechaniek), begin jaren 60 qua omzet nog zo groot als Philips, is door grote buitenlandse industriële groepen overgenomen en een aantal van zijn activiteiten worden voortgezet door concerns zoals Suez, Alcatel (energiesector), Alstom (spoorwegsector), ABB (robotica), Solvay (chemie) en AGC Glass Europe (glas).
Sinds de jaren 1990 kent de luchthaven van Charleroi onder zijn nieuwe naam Brussels South Charleroi Airport (in het noorden van Charleroi op het gebied van Ransart en Gosselies) een forse toename van het aantal reizigers. Dit commercieel succes, met een groei van het aantal passagiers van 210.000 in 1998 tot 8,3 miljoen passagiers in 2023, maakt van BSCA de tweede luchthaven in België voor het vervoer van passagiers. De luchthaven is hiermee uitgegroeid tot een substantiële troef voor de economische, commerciële ontwikkeling van de stad Charleroi die veel rechtstreekse en onrechtstreekse banen genereert. Rond de luchthaven, die in 2008 een nieuwe grote terminal in gebruik nam, is ondertussen ook het bedrijfs- en wetenschapspark Aéropole tot stand gekomen, dat zich toespitst op hoogtechnologische bedrijven en onder andere een aantal spin-off bedrijven van de ULB en UCLouvain herbergt, gesteund door de Intercommunale Igretec.
Meer recent hebben zich andere sectoren ontwikkeld, voornamelijk civiele en militaire luchtvaart (SABCA, SONACA), logistiek, drukwerk en biotechnologie. De luchtvaart- en ruimtevaartindustrie ontwikkelt zich snel rond de luchthaven Charleroi-Brussels-South met de oprichting van twee universitaire onderzoekscentra: Centre d'Excellence en Technologies de l'Information (CETIC) dat dient als expertisecentrum voor de ontwikkeling van Waalse bedrijven en opgericht door UCLouvain met de universiteiten van Namen en Bergen, evenals het Cenaero (Aeronautisch Onderzoekscentrum) van de ULiège, UCLouvain en ULB.
In de stad vindt men sinds 1966 de UCLouvain Charleroi, een afdeling van de Université catholique de Louvain, gevestigd op twee campussen: de Maison Georges Lemaître in het centrum en een campus van de Louvain School of Management in Montignies-sur-Sambre. De stad telt echter ook instellingen van de Universiteit van Bergen en de Université libre de Bruxelles, de Centre Universitaire de Charleroi (een instelling voor volwassenenonderwijs), de paramedische afdelingen Institut Pédagogique et Social de Marcinelle (IPSMa) en Institut Provincial de Kinésithérapie de Nursing et d'Ergothérapie (IPKNE) van de hogeschool Haute École Provinciale de Charleroi/Université du Travail (HEPCUT), en de IESCA van de Haute École Catholique Charleroi-Europe. 
Sinds september 2023 beschikt Charleroi over een universiteitcampus (« CampusUCharleroi ») in de gebouwen Gramme et Solvay in het centrum van Charleroi. Het doel is de universiteitsstudenten en de wetenschappers samen te brengen in een enkele site binnen de stad. CampusUCharleroi is het resultaat van een partnerschap tussen de Université Libre de Bruxelles (ULB), de Universiteit van Bergen (UMons), de Hogeschool Condorcet, de Provincie Henegouwen en de stad Charleroi. 
De handel in het centrum van de stad Charleroi kende sinds de jaren 1970, zoals in veel grote steden, een terugval als gevolg van de nieuwe winkelcentra aan de stadsrand, gemakkelijker bereikbaar en met veel parkeerplaatsen. Die neiging wordt evenwel sinds de jaren 1990 omgekeerd met de creatie van grote winkelcentra vlak bij of in de binnenstad van Charleroi, zoals het winkelcentrum Ville 2 te Charleroi-nord en vooral het winkelcentrum Rive gauche naast het station van Charleroi-Centraal, beide met omvangrijke parkeerplaatsen. Onlangs werd in de benedenstad aan de oever van de Samber zelfs een lokale brouwerij geïnstalleerd.

## Verkeer en vervoer

### Luchtvaart
Brussels South Charleroi Airport, gelegen in deelgemeente Gosselies, is op Belgisch niveau de tweede luchthaven voor passagiersvervoer. Bijna honderdnegentig bestemmingen, voornamelijk in Europa en Noord-Afrika worden aangevlogen door verschillende, voornamelijk low-cost luchtvaartmaatschappijenn, met Ryanair, dat er een van zijn hubs heeft, als dominante speler. .

### Wegen
Rond de agglomeratie loopt een ringweg, de autosnelweg R3, die samen met de A15/E42 een volledige ring om de stad vormt. In het stadscentrum loopt nog een volledige ring, namelijk de R9. Opmerkelijk aan "la Petite Ceinture" is dat deze slechts uit één rijrichting bestaat die, in tegenwijzerzin, een ring omheen de stadskern vormt.
Verder is Charleroi, en dan met name het station Charleroi-Centraal, een belangrijk spoorwegknooppunt. O.a. de doorgaande Intercity van Luik naar Rijsel stopt er.

### Premetro

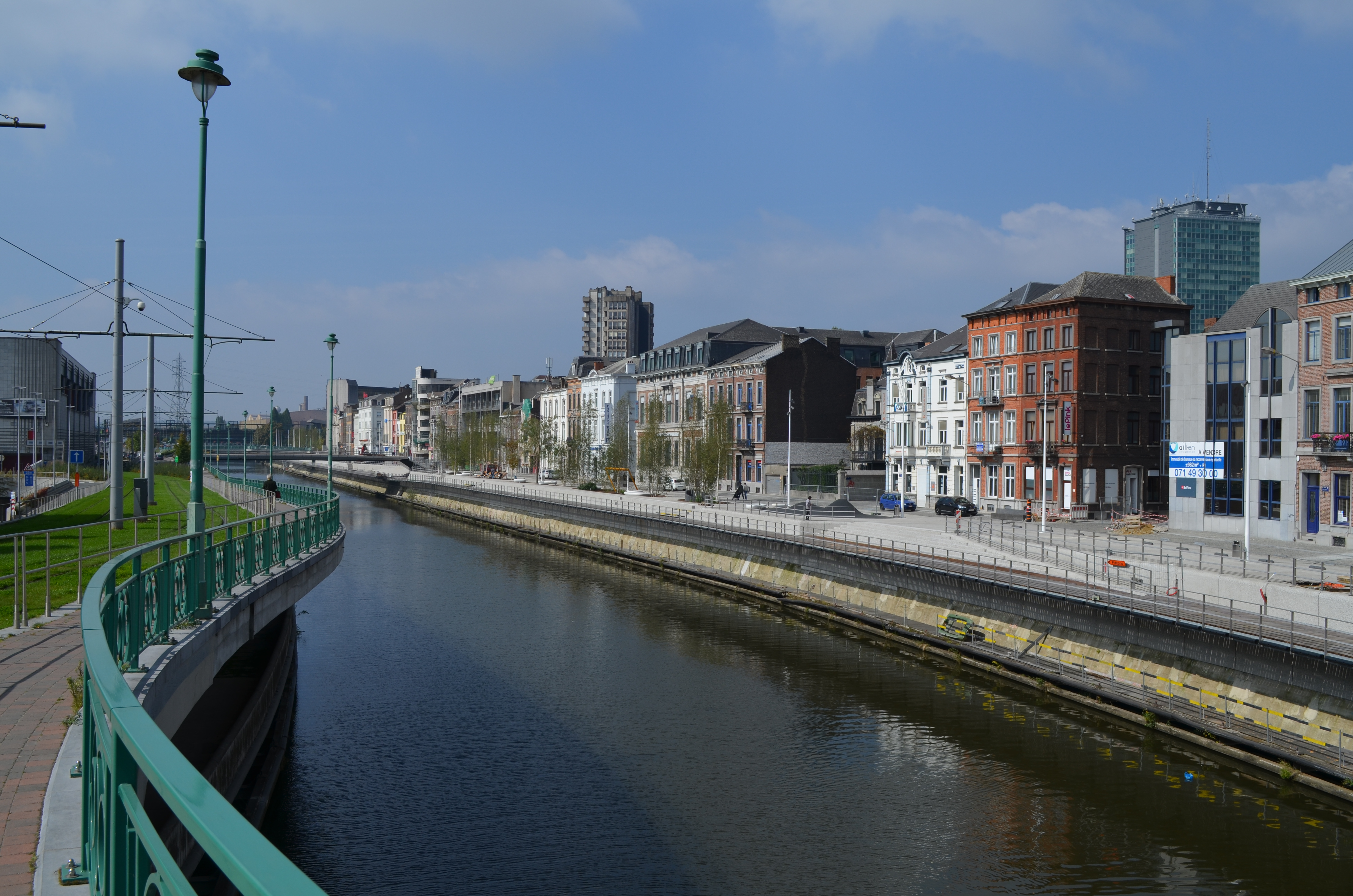
De Samber en de huizen aan de Quai de Brabant (Brabantkaai) bij het station Charleroi-Centraal.

In de agglomeratie is er een premetrosysteem, waarvan er één tak wel is gebouwd, maar nooit in gebruik genomen en andere trajecten pas vele jaren na de bouw in dienst zijn gesteld. Dit premetrosysteem was oorspronkelijk zeer groots opgevat voor een stad van deze omvang. Door budgetproblemen werden de plannen fors teruggeschroefd zodat er nu op één lijn boven- en ondergronds kant en klare spookstations te vinden zijn.
De bouw van deze premetro kwam er vooral om de lokale industrie onder andere Acec, opdrachten te bezorgen, eerder dan om een reëel vervoersprobleem op te lossen. Dit netwerk kan samen met de Scheepslift van Strépy-Thieu op het Centrumkanaal beschouwd worden als een schoolvoorbeeld van een Groot nutteloos werk, veroorzaakt door de Belgische wafelijzerpolitiek op het vlak van openbare werken.

### Binnenvaart
Charleroi ligt aan de Samber en het Kanaal Charleroi-Brussel en is bereikbaar voor binnenschepen tot CEMT-klasse IV. Het beschikt over een Autonome Haven (Port Autonome de Charleroi)  die via het waterwegennet een multimodale toegang geeft tot drie grote zeehavens: (Duinkerke, Antwerpen en Rotterdam). Op 1 januari 2022, bestaat de Autonome Haven van Charleroi uit 29 havenzones met een totale oppervlakte van 477 hectare.

## Politiek
Sinds de onafhankelijkheid van België in 1830 en tot de gemeentefusies van 1977 werd Charleroi bijna uitsluitend geleid door burgemeesters van liberale signatuur. Door de fusies verwaterde het gewicht van de kernstad ten voordele van de sterk geïndustrialiseerde randgemeenten waar traditioneel de PS de plak zwaaide. Dit leidde bij de gemeenteraadsverkiezingen in 1976 tot een absolute meerderheid voor de PS in de nieuwe gemeenteraad. Deze hegemonie zou pas doorbroken worden bij de verkiezingen van 2006 nadat verschillende PS-gemeenteraadsleden en -ambtenaren waaronder burgemeester Jacques Van Gompel in opspraak waren gekomen en gerechtelijk vervolgd werden. Na de verkiezingen van 2006 verloor de partij na zwaar verlies zijn absolute meerderheid. Pas met de benoeming van PS-boegbeeld Paul Magnette na de verkiezingen van oktober 2012, waarbij de PS de absolute meerderheid heroverde stabiliseerde de politieke situatie zich opnieuw. Ondanks deze absolute meerderheid koos Magnette voor een coalitie met MR en CdH.

### Bestuur 2024-2030
Het bestuur van Charleroi bestaat uit een coalitie van PS en Les Engagés
De volgende personen maken deel uit van het bestuur:
| Gemeentecollege | Gemeentecollege |
| --------------- | --- |
| Burgemeester    | Thomas Dermine (PS) |
| Schepenen       | Julie Patte (PS), Éric Goffart (Les Engagés), Karim Chaïbaï (PS), Babette Jandrain (PS), Mahmut Dogru (PS), Alicia Monard (PS), Maxime Felon (PS), Ayse Aktas (PS), Tanguy Luambua (Les Engagés) en Philippe Van Cauwenberghe (PS, voorzitter van het OCMW). |

### Burgemeesters van Charleroi

#### van 1830 tot de fusie van de gemeenten (1976)
- 1830 - 10 februari 1834 : François Huart-Chapel (liberaal)
- 29 juli 1834 - 15 maart 1851 : Gustave Nalinne (liberaal)
- 1851 - 1873 : Charles-Louis Lebeau (liberaal)
- 28 juli 1873 - 14 juli 1874 : Jules Isaac (liberaal)
- 1874 - 1879 : Charles Dupret (liberaal)
- 1879 - 1903 : Jules Audent (liberaal)
- 27 februari 1904 - 1921 : Émile Devreux (liberaal)
- 1921 - 1925 : Emile Buisset (liberaal)
- 30 maart 1925 - 17 juni 1952 : Joseph Tirou (liberaal)
- 10 februari 1953 - 21 april 1966 : Gérard-Octave Pinkers (PLP)
- 1966 - 1976 : Claude Hubaux (PLP)

#### Sinds de fusie van de gemeenten (1977)
- 1977 - 1982 : Lucien Harmegnies (PS)
- 1983 - 2000 : Jean-Claude Van Cauwenberghe (PS)
- 2000 - 2006 : Jacques Van Gompel (PS)
- 2006 - 2007 : Léon Casaert (PS)
- 2007 - 2012 : Jean-Jacques Viseur (cdH)
- 2012 : Eric Massin (PS)
- 2012 - 2024 : Paul Magnette (PS)
- 2024 - heden: Thomas Dermine (PS)

### Resultaten gemeenteraadsverkiezingen sinds 1976
| Partij               | Partij                          | 10-10-1976 | 10-10-1976 | 10-10-1982 | 10-10-1982 | 9-10-1988 | 9-10-1988 | 9-10-1994 | 9-10-1994 | 8-10-2000 | 8-10-2000 | 8-10-2006 | 8-10-2006 | 14-10-2012 | 14-10-2012 | 14-10-2018 | 14-10-2018 | 13-10-2024 | 13-10-2024 |
| Stemmen / Zetels     | Stemmen / Zetels                | %          | 51         | %          | 51         | %         | 51        | %         | 51        | %         | 51        | %         | 51        | %          | 51         | %          | 51         | %          | 51         |
| -------------------- | ------------------------------- | ---------- | ---------- | ---------- | ---------- | --------- | --------- | --------- | --------- | --------- | --------- | --------- | --------- | ---------- | ---------- | ---------- | ---------- | ---------- | ---------- |
|                      | PS                              | 49,11      | 27         | 53,34      | 32         | 63,78     | 37        | 53,97     | 32        | 51,37     | 30        | 38,43     | 23        | 47,69      | 30         | 41,29      | 26         | 43,69      | 26         |
|                      | PSC1 / CDH2 / C+3/ Les Engagés4 | 15,351     | 8          | 11,231     | 6          | 12,381    | 6         | 11,591    | 6         | 9,611     | 4         | 11,42     | 6         | 10,592     | 6          | 7,613      | 4          | 12,814     | 6          |
|                      | ECOLO                           | -          |            | 6,03       | 2          | 7,6       | 3         | 6,27      | 2         | 11,38     | 6         | 8,12      | 4         | 7,37       | 3          | 7,39       | 3          | 3,16       | 0          |
|                      | PRL1 / PRL-MCC2 / MR3/ MR-IC4   | 10,851     | 5          | 15,991     | 9          | 11,711    | 5         | 11,391    | 6         | 16,152    | 8         | 24,643    | 14        | 16,283     | 9          | 11,203     | 6          | 18,954     | 10         |
|                      | PTB1/PTB+2                      | 0,321      | 0          | 0,291      | 0          | 0,431     | 0         | 1,271     | 0         | 1,331     | 0         | 2,12      | 0         | 3,422      | 1          | 15,731     | 9          | 17,561     | 9          |
|                      | FDF1/DéFI2                      | -          |            | -          |            | -         |           | -         |           | -         |           | -         |           | 1,811      | 0          | 5,172      | 2          | -          |            |
|                      | PP                              | -          |            | -          |            | -         |           | -         |           | -         |           | -         |           | -          |            | 4,54       | 1          | -          |            |
|                      | FN1 / Front-Nat.2/ FN-Belge3    | -          |            | 0,741      | 0          | 0,41      | 0         | 10,51     | 5         | 6,91      | 3         | 9,512     | 4         | 5,783      | 2          | -          |            | -          |            |
|                      | RW1 / WALLON2 / RWF3            | 19,171     | 10         | 4,482      | 1          | 0,831     | 0         | -         |           | 1,093     | 0         | 1,142     | 0         | 0,921      | 0          | -          |            | -          |            |
|                      | PCB1/PC2                        | 4,411      | 1          | 3,821      | 1          | 2,442     | 0         | -         |           | -         |           | -         |           | -          |            | -          |            | -          |            |
| Anderen(*)           | Anderen(*)                      | 0,78       | 0          | 4,08       | 0          | 0,43      | 0         | 5,02      | 0         | 2,17      | 0         | 4,65      | 0         | 6,14       | 0          | 7,08       | 0          | 3,84       | 0          |
| Totaal stemmen       | Totaal stemmen                  | 135525     | 135525     | 124898     | 124898     | 119471    | 119471    | 116777    | 116777    | 116018    | 116018    | 121275    | 121275    | 112289     | 112289     | 112512     | 112512     | 105388     | 105388     |
| Opkomst %            | Opkomst %                       |            |            |            |            | 88,74     | 88,74     | 87,65     | 87,65     | 86,4      | 86,4      | 88,65     | 88,65     | 82,58      | 82,58      | 83,64      | 83,64      | 77,99      | 77,99      |
| Blanco en ongeldig % | Blanco en ongeldig %            | 5,46       | 5,46       | 6,42       | 6,42       | 6,42      | 6,42      | 6,62      | 6,62      | 9,24      | 9,24      | 8,08      | 8,08      | 10,34      | 10,34      | 11,99      | 11,99      | 11,12      | 11,12      |

 (*) 1976: Divers 76 (0;78%) / 1982: FRNAT (0,53%), MRW (0,21%), RPW (1,65%) UDRT (1,69%) / 1988: PCN (0,19%), POS (0,24%) / 1994: LCBCV (0,17%), GU (1,2%), PCN (0,19%), PSN (0,18%), SAMUEL (1,64%), VIE (1,64%) / 2000: VIVANT (2,17%) / 2006: FNationale (2,7%), FNB (0,92%), Unie (0,21%), Vivant (0,82%) / 2012: DN (0,51%), FNW (1,98%), Front-Gauche (0,88%), NATION (1,16%), NWA (0,52%), Wallonie d'Abord! (1,09%) / 2018: Agir (1,34%), CA (0,34%), La Droite (2,61%), NWA-NATION (1,28%), Oxygène (1,51%) / 2024: MCW (1,68%), Le Bien Commun (1,41%), CC (0,75%)
De grootste partij is in kleur.

## Sport

### Futsal
In het futsal behaalde Action 21 Charleroi tien nationale titels en een Europese beker. Niettemin bestaat Action 21 Charleroi niet meer sinds 2015, want deze club had met Futsal Team Châtelineau om Futsal Team Charleroi te worden. Futsal Team Charleroi speelt nog in de eerste divisie.

### Voetbal

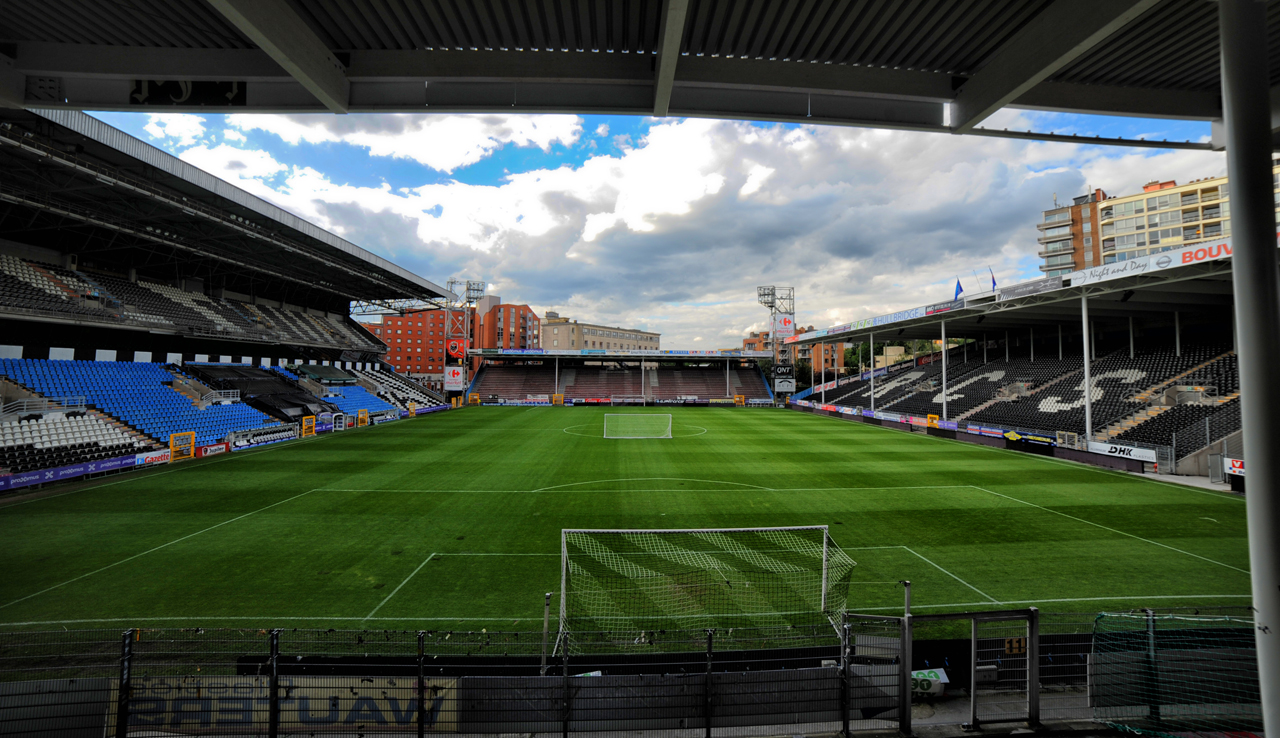
Stade du Pays de Charleroi - RCSC Charleroi

De stad is de thuisbasis van twee voetbalclubs uit de hoogste afdelingen: Sporting Charleroi uit de Eerste klasse en ROC de Charleroi-Marchienne (of Olympic Charleroi). De clubs spelen hun thuiswedstrijden in respectievelijk het Stade du Pays de Charleroi en het Stade de la Neuville. Met het Stade du Pays de Charleroi was Charleroi in 2000 speelstad bij het EK voetbal. Aanvankelijk was Olympic de grootste club van de stad, zij speelden van 1937 tot 1963 met slechts één seizoen onderbreking in de hoogste afdeling en werd één keer vicekampioen. Het laatste seizoen in de hoogste klasse dateert van 1974/75. Vanaf de jaren tachtig tot 2012 was de club voornamelijk actief in de derde klasse, daarna zakte de club weg door financiële problemen. Sporting speelde in 1947 voor het eerst in de hoogste afdeling en werd in 1969 vicekampioen. Sinds 1985 is de club, met uitzondering van seizoen 2011/12, een vaste waarde in de hoogste afdeling.

### Wielrennen
Charleroi is zes keer etappeplaats geweest in wielerkoers Ronde van Frankrijk. Dit was voor het eerst in 1957 het geval. De laatste ritwinnaar in Charleroi is de Est Jaan Kirsipuu in 2004. Daarnaast is Charleroi jarenlang startplaats geweest van wielerklassieker Waalse Pijl.

### Andere sporten
In de Eerste klasse van het Belgische basketbal heeft de stad Spirou Charleroi. In het tafeltennis behaalde La Villette Charleroi meer dan 30 landstitels. De club werd ook meermalen Europees clubkampioen.

## Demografie
Als gevolg van de gemeentefusies van 1977 werd Charleroi naar inwoners de tweede stad van Wallonië direct na Luik. Kort daarop zou het zelfs de grootste worden, wat het tot op heden nog steeds is. Opmerkelijk hierbij is dat door de fusie het inwoneraantal ongeveer vertienvoudigde en dat de kernstad Charleroi op het ogenblik van de fusie minder inwoners telde (ongeveer 21.000) dan twee van de andere deelgemeenten, namelijk Jumet en Marcinelle.
Zoals in de andere voormalige Waalse steenkoolbekkens (Borinage, Centrum, Luik) is er in Charleroi een grote groep inwoners van Italiaanse afkomst als gevolg van de immigratiegolf na de Tweede Wereldoorlog. Eerder waren ook al vele Vlamingen hen voorafgegaan, zodat ook Vlaamse familienamen er niet ongewoon zijn.
De toename van de bevolking in de stad (kernstad inclusief deelgemeenten) situeert zich vooral in de tweede helft van de 19de eeuw, wanneer het inwoneraantal op 50 jaar tijd verviervoudigde van ongeveer 55.000 in 1846 naar net geen 200.000 in 1900 als gevolg van de enorme industriële ontwikkeling die de regio dan doormaakte. Deze groei zette zich daarna vertraagd door tot 1930 wanneer de bevolking piekte rond de 245.000 inwoners. Door de economische achteruitgang ten gevolge van de mijnsluitingen en de crisis in de siderurgie (staalindustrie) die zich doorzette vanaf de jaren zeventig van de 20ste eeuw, liep de bevolking terug tot net boven de 200.000 in het jaar 2000, waarna het inwoneraantal vrijwel stabiel blijft.

### Demografische ontwikkeling voor de fusie
- Bronnen:NIS, Opm:1831 tot en met 1970=volkstellingen; 1976=inwonertal op 31 december

### Demografische ontwikkeling van de fusiegemeente
Alle historische gegevens hebben betrekking op de huidige gemeente, inclusief deelgemeenten, zoals ontstaan na de fusie van 1 januari 1977.
- Bronnen:NIS, Opm:1831 tot en met 1981=volkstellingen; 1990 en later= inwonertal op 1 januari

| Inwoners van jaar tot jaar op 1 januari 1992 tot heden | Inwoners van jaar tot jaar op 1 januari 1992 tot heden | Inwoners van jaar tot jaar op 1 januari 1992 tot heden | Inwoners van jaar tot jaar op 1 januari 1992 tot heden |
| jaar                                                   | Aantal                                                 | Evolutie: 1992=index 100                               |                                                        |
| ------------------------------------------------------ | ------------------------------------------------------ | ------------------------------------------------------ | ------------------------------------------------------ |
| 1992                                                   | 206.903                                                | 100,0                                                  |                                                        |
| 1993                                                   | 207.045                                                | 100,1                                                  |                                                        |
| 1994                                                   | 206.837                                                | 100,0                                                  |                                                        |
| 1995                                                   | 206.491                                                | 99,8                                                   |                                                        |
| 1996                                                   | 205.531                                                | 99,3                                                   |                                                        |
| 1997                                                   | 204.899                                                | 99,0                                                   |                                                        |
| 1998                                                   | 203.853                                                | 98,5                                                   |                                                        |
| 1999                                                   | 202.020                                                | 97,6                                                   |                                                        |
| 2000                                                   | 200.827                                                | 97,1                                                   |                                                        |
| 2001                                                   | 200.233                                                | 96,8                                                   |                                                        |
| 2002                                                   | 200.578                                                | 96,9                                                   |                                                        |
| 2003                                                   | 200.460                                                | 96,9                                                   |                                                        |
| 2004                                                   | 200.608                                                | 97,0                                                   |                                                        |
| 2005                                                   | 201.373                                                | 97,3                                                   |                                                        |
| 2006                                                   | 201.300                                                | 97,3                                                   |                                                        |
| 2007                                                   | 201.550                                                | 97,4                                                   |                                                        |
| 2008                                                   | 201.561                                                | 97,4                                                   |                                                        |
| 2009                                                   | 202.234                                                | 97,7                                                   |                                                        |
| 2010                                                   | 202.598                                                | 97,9                                                   |                                                        |
| 2011                                                   | 203.464                                                | 98,3                                                   |                                                        |
| 2012                                                   | 203.871                                                | 98,5                                                   |                                                        |
| 2013                                                   | 203.753                                                | 98,5                                                   |                                                        |
| 2014                                                   | 202.730                                                | 98,0                                                   |                                                        |
| 2015                                                   | 202.480                                                | 97,9                                                   |                                                        |
| 2016                                                   | 202.182                                                | 97,7                                                   |                                                        |
| 2017                                                   | 201.256                                                | 97,3                                                   |                                                        |
| 2018                                                   | 201.816                                                | 97,5                                                   |                                                        |
| 2019                                                   | 202.267                                                | 97,8                                                   |                                                        |
| 2020                                                   | 202.746                                                | 98,0                                                   |                                                        |
| 2021                                                   | 201.837                                                | 97,6                                                   |                                                        |
| 2022                                                   | 202.421                                                | 97,8                                                   |                                                        |
| 2023                                                   | 203.785                                                | 98,5                                                   |                                                        |
| 2024                                                   | 204.322                                                | 98,8                                                   |                                                        |
| 2025                                                   | 204.322                                                | 99,4                                                   |                                                        |

## Stedenbanden
- Casarano (Italië)
- Donetsk (Oekraïne)
- Follonica (Italië)
- Himeji (Japan)
- Hirson (Frankrijk)
- Manoppello (Italië)
- Pittsburgh (Verenigde Staten)
- Saint-Junien (Frankrijk) - samenwerking met Jumet
- Schramberg (Duitsland)
- Sélestat (Frankrijk)
- Waldkirch (Duitsland)

## Trivia
- De Romeinse cijfers in de naam CaroLoregIUM fUnDatUr - letterlijke betekenis = Charleroi is gesticht - vormen een chronogram: C + L + I + U + M + U + D + U = 1666.

## Nabijgelegen kernen
Montignies-sur-Sambre, Marcinelle, Mont-sur-Marchienne, Marchienne-au-Pont, Dampremy, Lodelinsart, Gilly